# Шанан
Шанан (фр. Chasnans) насеље је и општина у источној Француској у региону Франш-Конте, у департману Ду која припада префектури Безансон.
По подацима из 2011. године у општини је живело 249 становника, а густина насељености је износила 32,34 становника/km². Општина се простире на површини од 7,87 km². Налази се на средњој надморској висини од 740 метара (максималној 910 m, а минималној 648 m).

## Демографија
| 1962. | 1968. | 1975. | 1982. | 1990. | 1999. | 2011. |
| ----- | ----- | ----- | ----- | ----- | ----- | ----- |
| 129   | 151   | 114   | 143   | 142   | 186   | 249   |

График промене броја становника у току последњих година